# Dipartimento per il programma di Governo
Il Dipartimento per il programma di Governo è un dipartimento della Presidenza del Consiglio dei ministri, che opera nell'area funzionale della programmazione strategica, del monitoraggio e dell'attuazione delle politiche governative.

## Storia
L'Ufficio per il programma di governo fu istituito con DPCM 12 agosto 1992.
Nel 2003 il Governo Berlusconi II istituì il Dipartimento per l'attuazione del programma di governo, quale Dipartimento di supporto alla funzione dell'esecutivo. Il d.p.c.m. 1º settembre 2003, dispone l'organizzazione degli uffici di diretta collaborazione del Ministro per l'attuazione del programma di Governo, e con d.p.c.m. successivi si è disposta la struttura e l'organizzazione del dipartimento. Il governo Monti nel 2012 ha prima cambiato nome alla struttura in Dipartimento per il programma di governo e poi anche tipologia di struttura facendolo diventare Ufficio per il programma di governo.
Con d.p.c.m. 3 marzo 2023 la struttura è stata nuovamente trasformata in dipartimento.

## Competenze
Il dipartimento in particolare cura: 
- l'analisi del programma di Governo e la ricognizione degli impegni assunti in sede parlamentare, nell'ambito dell'Unione europea o derivanti da accordi internazionali;
- la gestione e lo sviluppo di iniziative, finanziate anche con fondi europei, in materia di monitoraggio del programma di Governo;
- l'analisi delle direttive ministeriali in attuazione degli indirizzi politico-amministrativi delineati dal programma di Governo;
- l'impulso e il coordinamento delle attività necessarie per l'attuazione e l'aggiornamento del programma e il conseguimento degli obiettivi stabiliti;
- il monitoraggio e la verifica, sia in via legislativa che amministrativa, dell'attuazione del programma e delle politiche settoriali nonché del conseguimento degli obiettivi economico-finanziari programmati;
- la segnalazione dei ritardi, delle difficoltà o degli scostamenti eventualmente rilevati;
- l'informazione, la comunicazione e la promozione delle attività e delle iniziative del Governo per la realizzazione del programma mediante periodici rapporti, pubblicazioni e strumenti di comunicazione di massa in raccordo con il Dipartimento per l'informazione e l'editoria.

## Organizzazione
Il Capo del dipartimento coordina tutte le attività di competenza dei Servizi in cui si articola il dipartimento stesso e riceve direttamente dal Sottosegretario delegato per il programma di Governo gli atti di indirizzo e gli obiettivi da perseguire. Per l'attuazione dei suoi compiti si avvale di una Segreteria amministrativa e di due Servizi:
- Servizio per il monitoraggio di governo e di supporto alle attività inerenti agli indirizzi e all'attuazione delle politiche governative;
- Servizio per l'informazione e la gestione delle risorse.